# Nitrariomyia lukjanovitshi
Nitrariomyia lukjanovitshi är en tvåvingeart som beskrevs av Boris Borisovitsch Rohdendorf 1949. Nitrariomyia lukjanovitshi ingår i släktet Nitrariomyia och familjen borrflugor. Inga underarter finns listade i Catalogue of Life.